# Griffon (Busch Gardens Williamsburg)
Pour les articles homonymes, voir Griffon.
Griffon sont des méga montagnes russes sans sol de type machine plongeante du parc Busch Gardens Williamsburg, situé dans le comté de James City, en Virginie (à 5 km au sud est de Williamsburg) aux États-Unis.

## Le circuit
Quand les passagers sont assis, la plate-forme s'en va et une voix dit : Now, prepare to enjoy the power and speed of the mythical Griffon! (« Maintenant, préparez-vous à savourer la puissance et la vitesse du mythique Griffon »). Après un virage à droite pour sortir de la gare, les passagers montent un lift hill d'une hauteur de 62,5 mètres incliné à 45 degrés à une vitesse de 11 km/h. Ensuite, ils font un autre virage vers la droite en face du Royal Palace Theatre. Le train s'arrête sur les rails pendant six secondes avant de faire une descente de 62,5 mètres inclinée à 90 degrés à une vitesse de 114,3 km/h. Il fait ensuite un Immelmann d'une hauteur de 45 mètres, une des plus hautes inversions du monde, avant de faire un virage en montant vers la gauche pour rejoindre la zone de freinage. Il y a ensuite une descente de 40 mètres inclinée à 87 degrés au-dessus du Rhin suivie d'un Immelmann haut de 30 mètres avec une vue sur le Loch Ness Monster. Après ça, les passagers font une bosse avant le Splashdown. Chacun des trois trains produit des jets d'eau différents qui vont jusqu'à une hauteur de 14 mètres. Les trains font encore un petit plongeon avant d'arriver aux freins finaux et à la gare.

## Statistiques
- Éléments: un lift hill d'une hauteur de 62,5 mètres, un Immelmann d'une hauteur de 45 mètres (une des plus hautes inversions au monde), une descente verticale de 39,6 mètres, un Immelmann d'une hauteur de 30 mètres et un Splashdown.
- Trains : 3 wagons par train. Les passagers sont assis à 10 de front sur un rang, pour un total de 30 passagers par train. Les trains sont construits par Bolliger & Mabillard.

## Records
- Seule machine plongeante à avoir plusieurs inversions.
- Première machine plongeante sans sol.
- Premières montagnes russes au monde où dix passagers sont placés sur un seul rang.

## Classements
| Ranking | 27 | 20 | 26 | 19 | 20 |

Griffon a aussi pris la troisième place au classement des meilleures nouvelles attractions en 2007.
| Ranking | 13 | 21 | 27 | 26 |

## Galerie

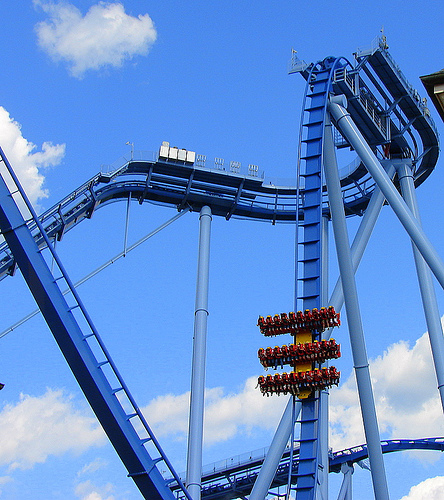
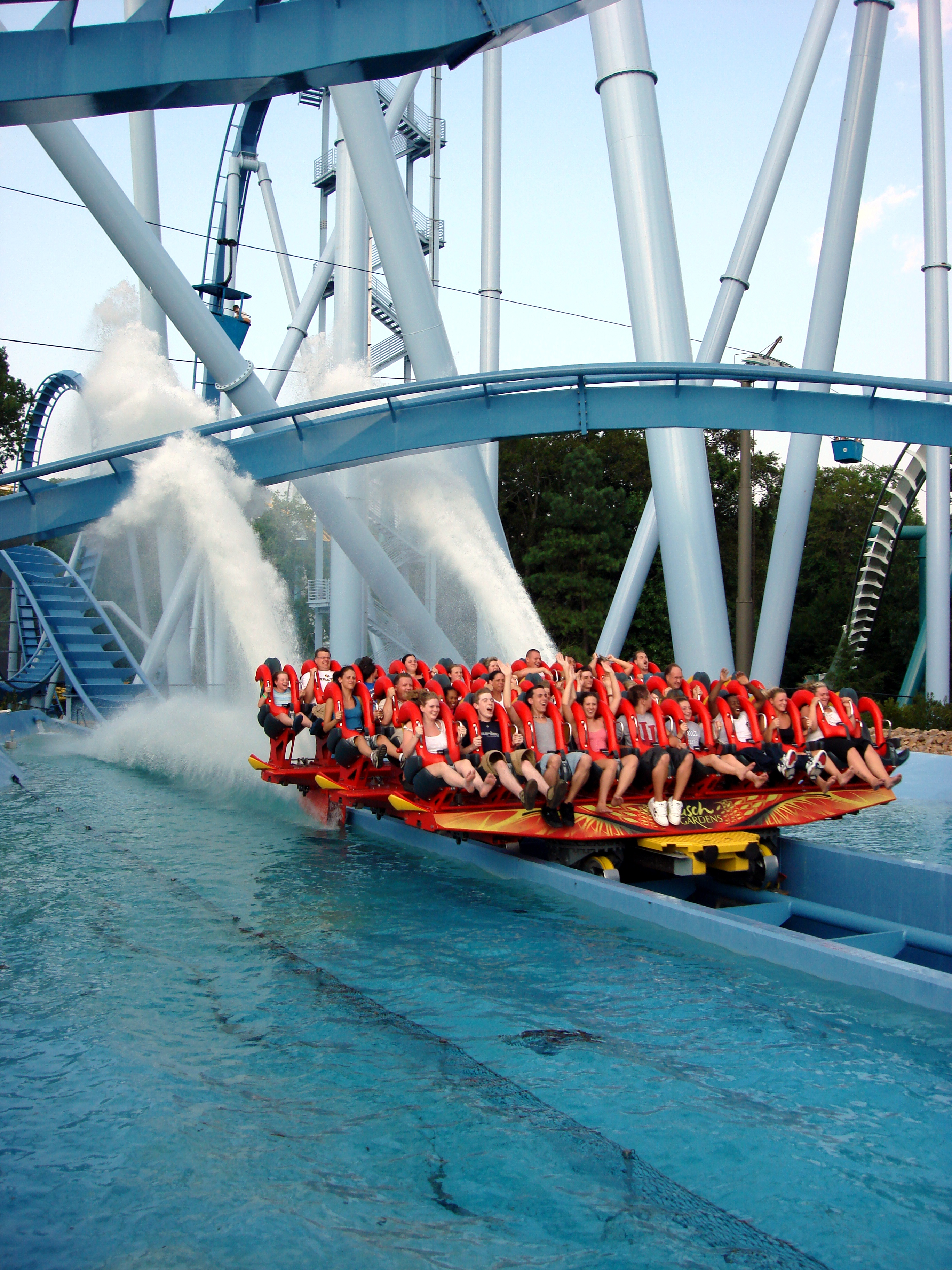
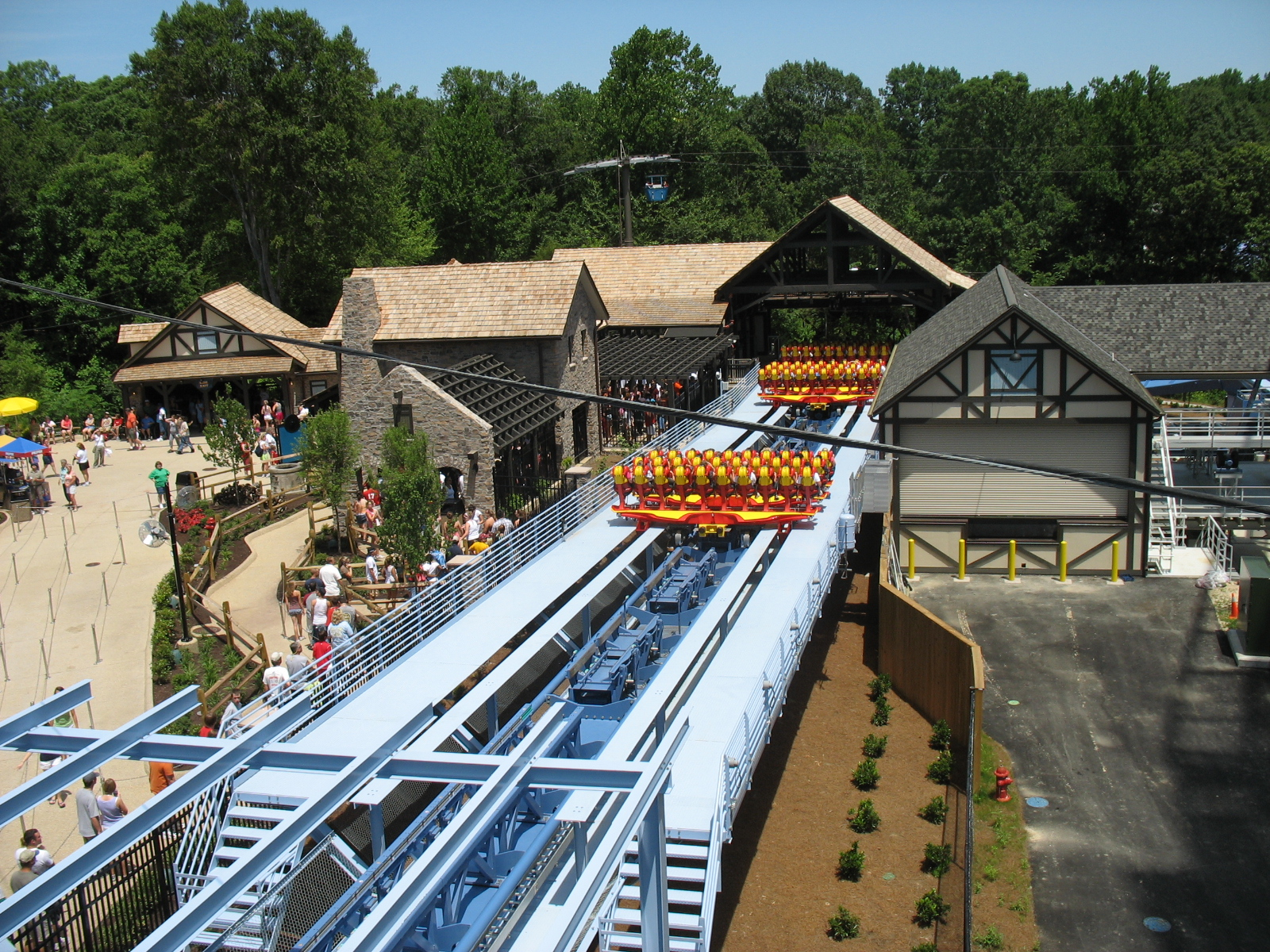
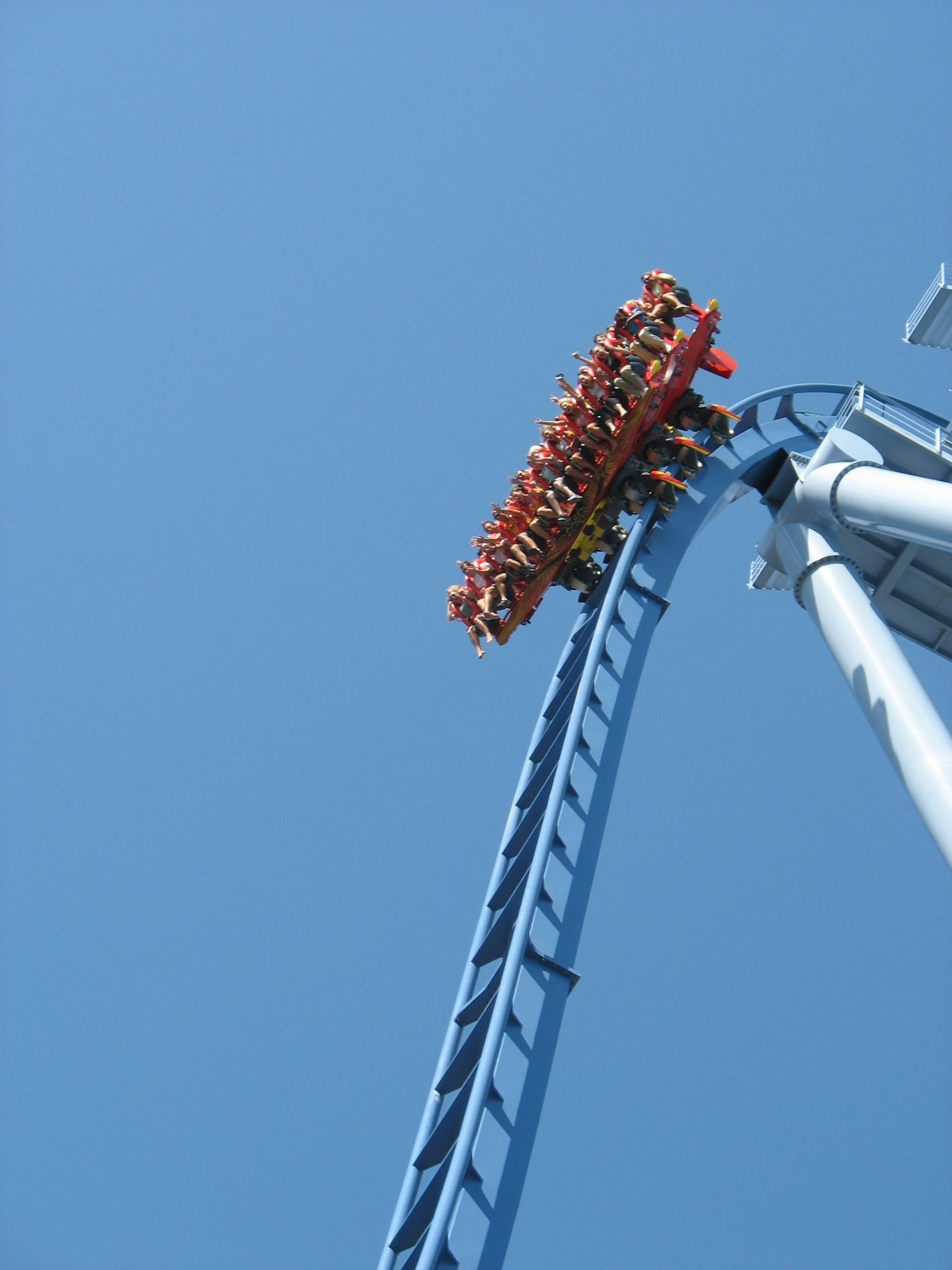
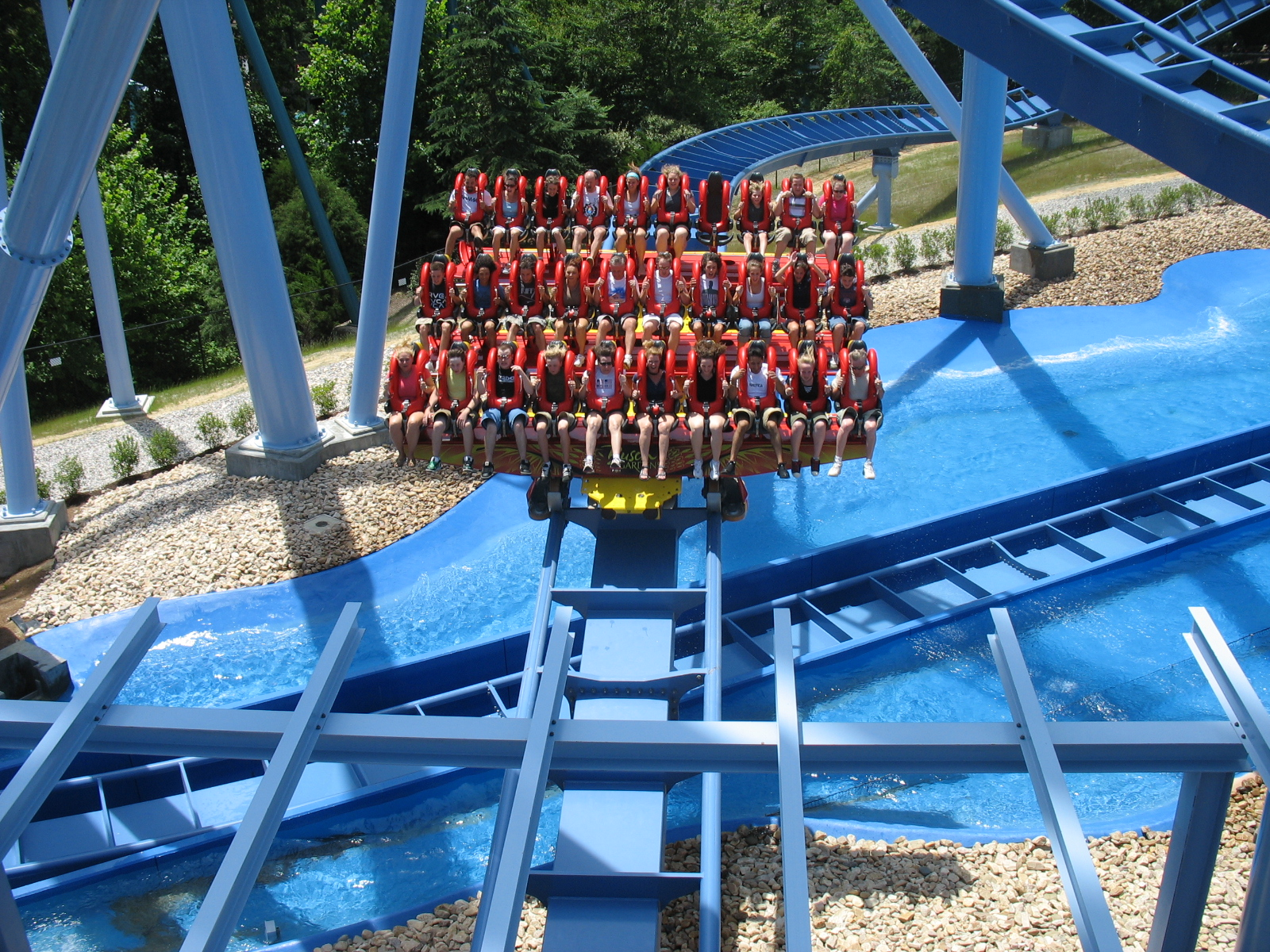